# 浦和統括センター
浦和統括センター（うらわとうかつセンター）は、東日本旅客鉄道（JR東日本）大宮支社の駅・運転士・車掌を所管する組織である。
2024年12月1日に浦和東営業統括センター、さいたま運転区、さいたま車掌区を統合して発足。

## 所管

### 駅
- 浦和駅 - 所長所在駅
- 川口駅
- 西川口駅★
- 蕨駅★
- 南浦和駅
- 北浦和駅★
- 与野駅★
- さいたま新都心駅
- 東浦和駅★
- 東川口駅
- 南越谷駅
- 越谷レイクタウン駅★
- 吉川美南駅
- 新三郷駅★
- 三郷駅★

★: JR東日本ステーションサービスに業務委託

### 乗務ユニット
- 南オフィス（運転士）担当線区
- さいたま車両センター構内に設置（旧さいたま運転区）
  - 京浜東北・根岸線：全線

- 北オフィス（車掌）担当線区
- 南浦和駅構内に設置（旧さいたま車掌区）
  - 京浜東北・根岸線：全線

## 歴史
- 2022年10月1日 - 浦和東営業統括センター（浦和、川口、南浦和、さいたま新都心、東川口、南越谷、吉川美南各駅の統合）が発足。
- 2024年12月1日 - 浦和東営業統括センターに、さいたま運転区、さいたま車掌区を統合して浦和統括センター発足。浦和東営業統括センター、さいたま運転区、さいたま車掌区を廃止する。